# Pinus peuce
Il pino della Macedonia (Pinus peuce Griseb) è un albero appartenente alla famiglia delle Pinaceae.

## Descrizione

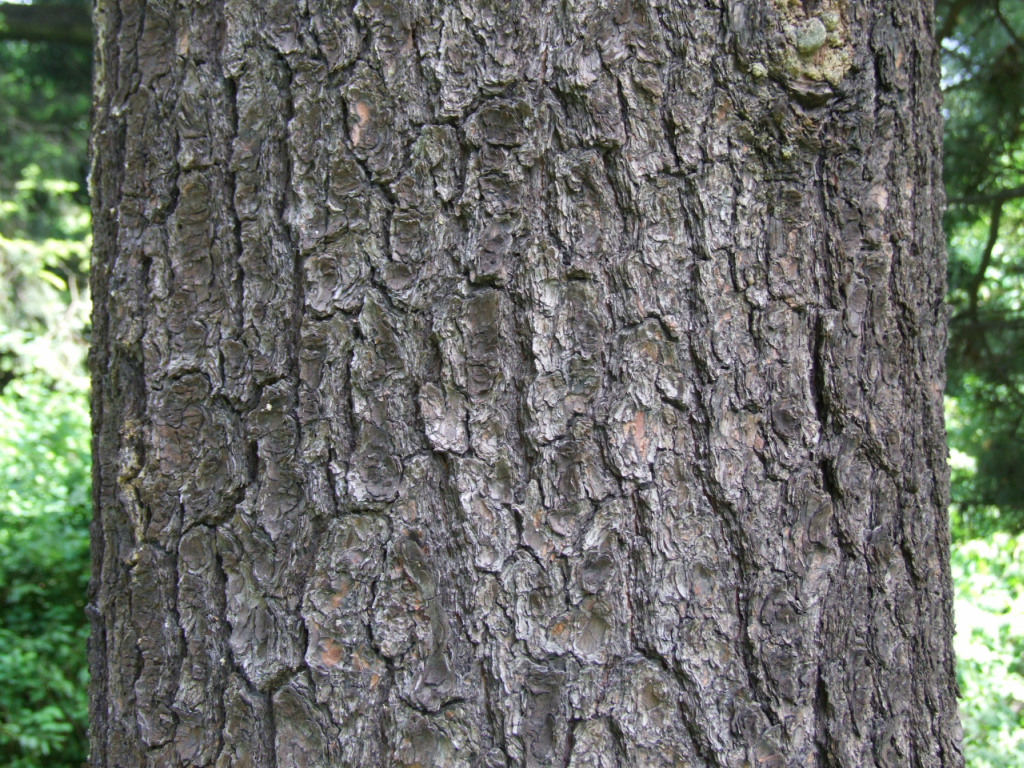
Dettaglio della corteccia

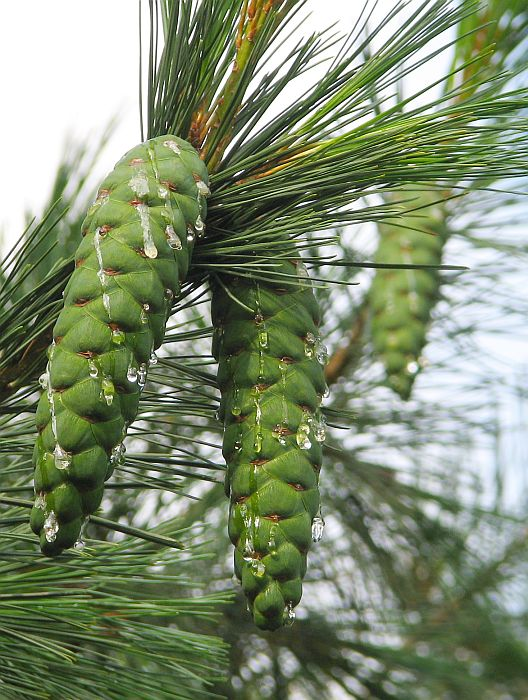
Coni immaturi

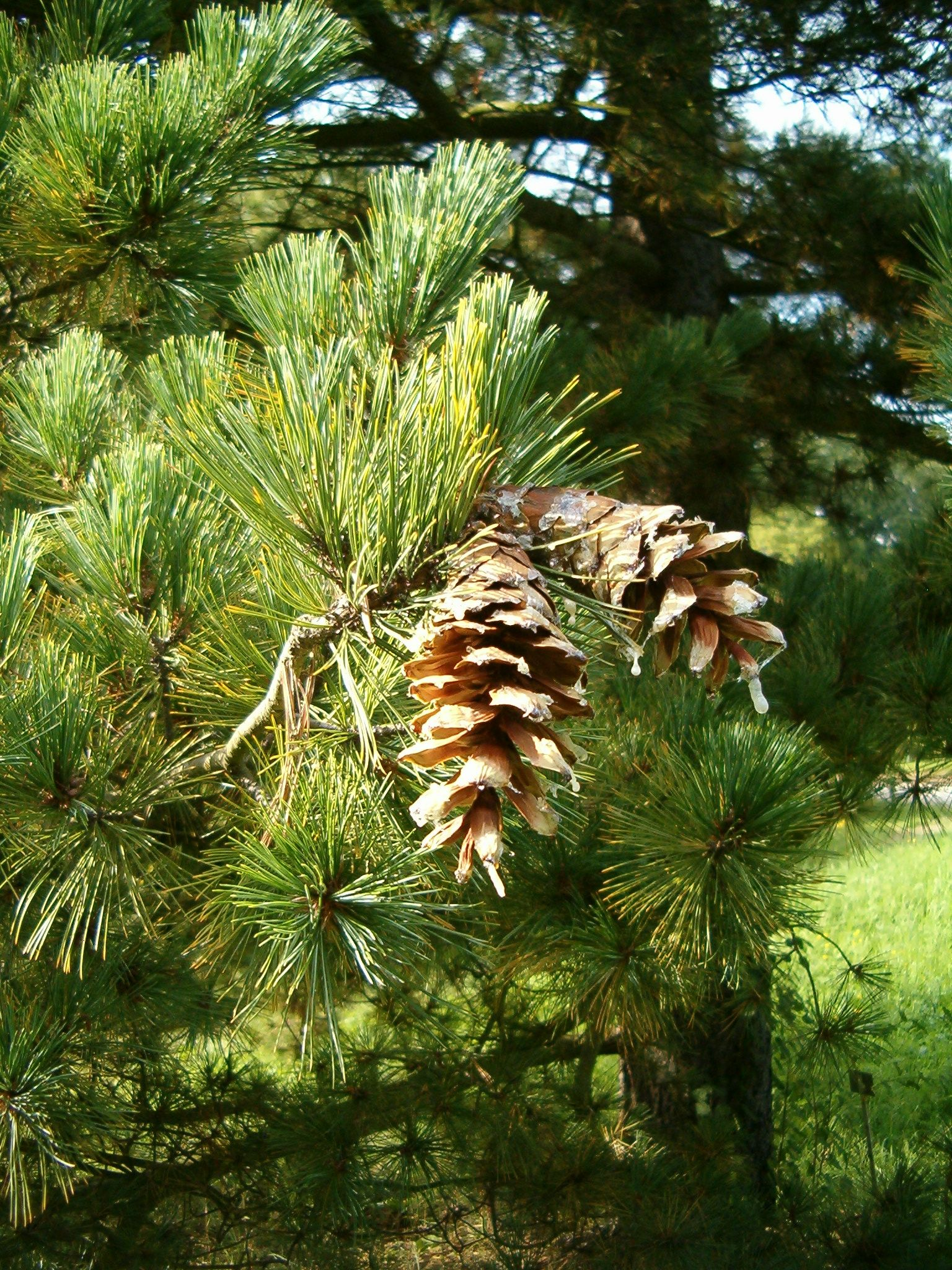
Coni maturi

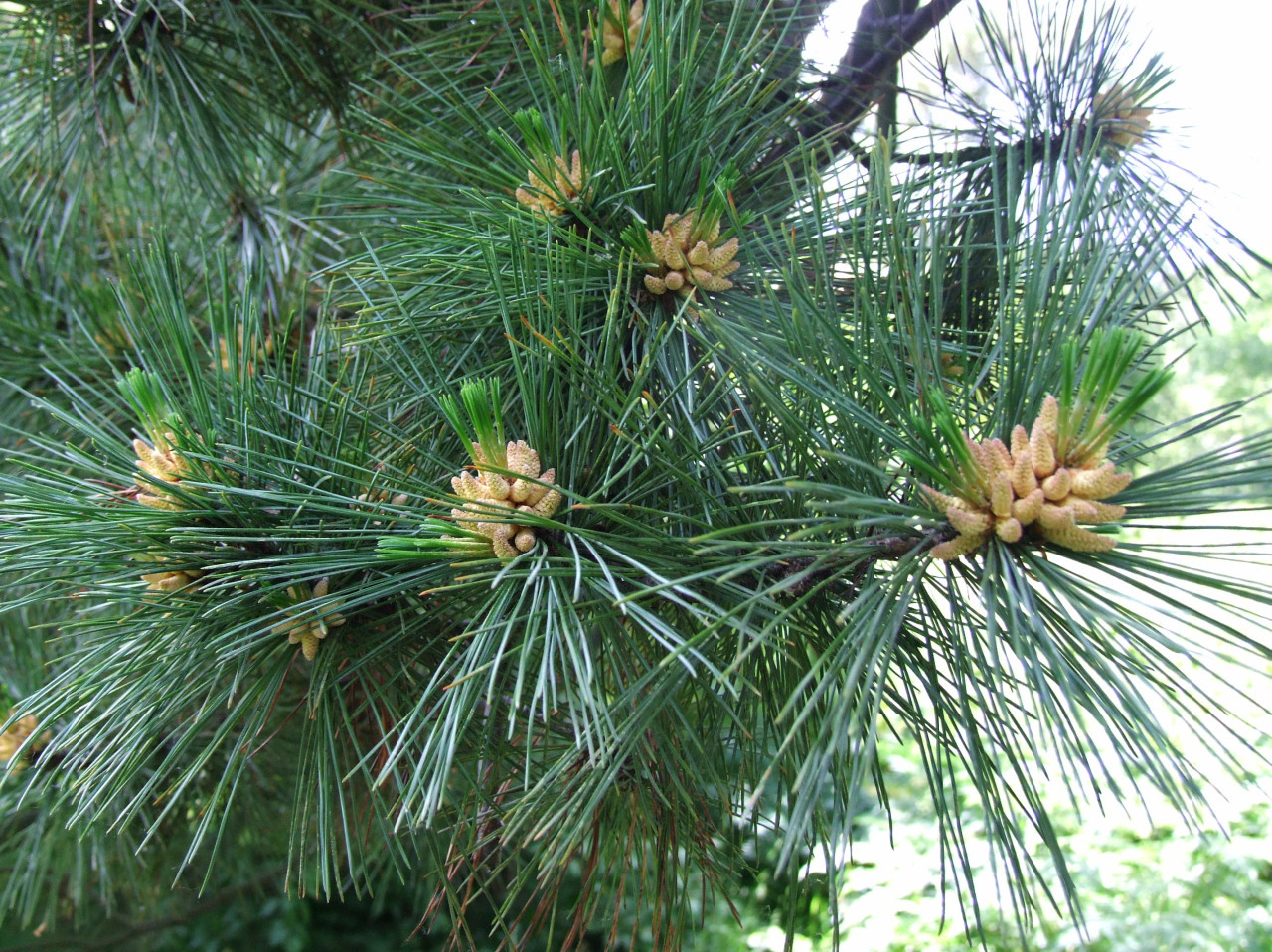
Dettaglio delle foglie

### Portamento
Il portamento è arboreo; l'albero può raggiungere i 30 metri di altezza. La forma è a cono stretto.

### Corteccia
La corteccia è di colore viola-marrone e fessurata; tende inoltre a sfaldarsi in placche. 

### Foglie
Le foglie sono aghiformi, rigide e lunghe fino a 10 cm circa, raccolte in gruppi di cinque, su rami lisci, verdi e lanuginosi. Sono di colore blu-verde.

### Strobili
Gli strobili sono di forma cilindrica o conica, di colore marrone una volta maturi, inizialmente verdi. Sono penduli e resinosi e raggiungono una lunghezza massima di circa 15 cm.

### Fiori
I fiori sono portati in grappoli separati sui rami giovani e compaiono all'inizio dell'estate; quelli maschili sono di colore giallo, mentre quelli femminili sono rossi.

## Distribuzione e habitat
Il Pinus peuce è originario dell'Europa sudorientale e cresce in habitat montuosi.